# Five Nights at Freddy's
『Five Nights at Freddy's』（ファイブナイツアットフレディーズ）は、スコット・カーソンが開発したPC、及びスマートフォン用のホラーゲームである(アメリカではNintendo Switch版も発売、日本のSwitchでもプレイ可能)。略称はFNAF。読み方は基本的に「フナフ」で統一されている。

## シリーズ一覧

### 本編
Five Nights at Freddy's（ファイブ・ナイツ・アット・フレディーズ）
Scott Cawthonが開発したFive Nights at Freddy'sシリーズの第1弾。
夜間警備員として午前12時から6時までの間、ライト・監視カメラ・扉を駆使して襲い来るアニマトロニクス(機械人形)から生き残るという内容となっている。今作の特徴は「電力システム」であり、プレイヤーはこれに気を付けながらプレイする必要がある。5日目までストーリーやアニマトロニクスの動きについて語られて、5日目をクリアすると高難度の6日目、更にそれをクリアすると、ゴールデンフレディ以外のアニマトロニクスごとにAIレベル（難易度）を設定できるCustom Night(最終夜)が解放される。
2015年4月には映画化が決定したことがハリウッド・レポーターによって報じられた。しかし実際に映画の撮影が始まるのは2021年春と6年もの間が開いた。理由としては作者が脚本を気に入らなかったことや、製作元が変更されたことがある。

Five Nights at Freddy's 2（ファイブ・ナイツ・アット・フレディーズ2）
シリーズの第2弾にあたる作品。前作の数年前の店舗が舞台。
夜間警備員として5日間生き伸びるという内容は同じだが、アニマトロニクスが11体に増えており、またドアが廃止されたにも関わらず侵入口が3つへ増加、部屋数も増える等前作に比べて難易度が全体的に向上している。ドアが廃止になった代わりに「フレディのガワ」を被ってやり過ごすといった回避方法があり、人形の侵入をいち早く察知し着ぐるみを被らなければ人形に襲われゲームオーバーとなる。またその他にも常にオルゴールのネジを回し続けなければならないといったシステムも導入されている。前作同様5日目をクリア後に6日目が解禁され、さらにクリア後にCustomNight(最終夜)が開放される。

Five Nights at Freddy's 3（ファイブ・ナイツ・アット・フレディーズ3）
シリーズ第3弾。1作品目の30年後が舞台。
舞台の店舗は過去のピザ屋ではなくホラーアトラクションとなっている。登場するアニマトロニクスは1体と少ないがその他に人形の姿をした幻影が度々現れ主人公の邪魔をしてくる。間取りはほぼ一本道となり警備員室への入口も1つとなった。しかし、今作のアニマトロニクスはダクトも移動・侵入経路として使うので警備員室への侵入方法は2種類、侵入口は2つとなっている。警備員室の正面はガラス張りになっており廊下が見渡せるようになっている。今作では操作するシステムは従来のカメラに加え換気装置とオーディオが増えている。幻影が現れるとシステムがエラーを起こす為、それらを復旧させつつオーディオでアニマトロニクスを誘導し遠ざける必要がある。また、一夜ずつクリアすると今までの出来事を再現したドット風ゲームへ変わり、従来のアニマトロニクスを操作できるようになるが、紫色のフレディについてこいと言われ、エラーで通れない部屋（セーフルームと思われる）の前まできて、何故か突如来る襲撃者にバラバラにされることで次の夜へと移動するという仕組みとなっている。5日目をクリア後、さらに高難易度のNIGHTMAREとAGGRESSIVE NIGHTMAREが追加される。

Five Nights at Freddy's 4（ファイブ・ナイツ・アット・フレディーズ4）
今作では悪夢という言葉がキーワードになっており、作中が現実なのか夢なのか明言されていない。
従来のような店舗ではなく個人宅の寝室が舞台。カメラやシステムによって侵入を防いでいた従来シリーズとは違い、今作では自身が部屋を移動し視点を変えての行動をすることになる。左右のドアへ近寄り人形たちの接近の有無を確認しドアを閉めて回避が可能。接近を許している時にライトを照らすと襲われてゲームオーバーとなる為、耳を澄ませ何か音が聞こえないかを確認することが必要。また正面のクローゼットや背後のベッドにも人形が出現する為、視点を向けて逐一確認することが必須。また3同様一夜ずつクリアーすると今までの主人公の出来事を再現ドット風ゲームになり、またドット風ゲーム終了後ミニゲームとなり、次の一夜へ進むというシステムとなっている。シナリオ、システム面ともに従来シリーズの総集といった作品。

Five Nights at Freddy's Sister Location（ファイブ・ナイツ・アット・フレディーズ：シスターロケーション）
FNAFの外伝作(と言われていた)で、非公式の呼称として「FNAF5」がある。今作はフレディーファズベアーピザの姉妹店であるサーカスベイビーエンターテイメント＆レンタルが舞台となる。
主人公は深夜勤務の技術者として、サーカスベイビーピザワールドのアニマトロニクス達のメンテナンスを担当する事になる。従来のシリーズとはゲームシステムが異なり、毎晩行わなければならないタスクが変化する。また第五夜をクリアすることによってCustomNightが解放され、FNaF3までのゲームシステムである警備室でのアニマトロニクス達との攻防戦が楽しめるようになっている。
また今作からFNaF小説に関連する人物名などが登場する。

Freddy Fazbear's Pizzeria Simulator（フレディ・ファズベアーズ・ピッツェリア・シミュレーター）
外伝作のようだが実際はゲームデータのセーブデータフォルダ名が「FNAF6」であったため実質公式のナンバリング作品である。表向きは8ビット風のミニゲームだが、実際はしっかりとしたホラーゲームである。今作では従来の夜間警備ではなく、フレディファズベアーズピザを経営する事になる。ピザ屋の経営は、遊具やアニマトロニクスを購入・設置して店舗をデザインする経営モード、オフィスでタスクをすべて完了させることが目標のタスクモード、路地裏に放置されているアニマトロニクスの回収を行う回収モードの大きく分けて三つの仕事に分かれており、これらの仕事を計六日間の間繰り返し行うことになる。
従来の警備モードにあたるタスクモードではカメラが存在しないため、ほかの作品に比べて特に音を聞くことが重要になっており、アニマトロニクス達がオフィスへと侵入しないように音で遠くにおびき寄せるなどの対処をしなければならない。タスクを行う際、PCは騒音と熱を発生させるため、場合に応じてシャットダウンさせたり定期的に熱を下げる必要がある。また回収モードでアニマトロニクスの回収を行うと、タスクモードの難易度が徐々に上がっていくシステムとなっている。

Ultimate Custom Night（アルティメット・カスタム・ナイト）
非公式の呼称として「FNAF7」である。今作はこれまでに出たアニマトロニクスが登場して好きなキャラクターを選んで警備を行う作品である。前作である「Freddy Fazbear's Pizzeria Simulator」のCustomNight(最終夜)枠としてリリースされ、襲撃してくるアニマトロニクスの総数は57体にも上る。現時点でFNaFシリーズ最高難易度を誇り、製作者ですら完全クリアできていない。またあまりにも難易度が高いため、完全クリアを目標とするというよりもいかに高いスコアを出すかが目標の内容となっている。今作の警備室では左右のドア、正面の換気口、右ドア付近の換気口、2つの巨大なホース(ダクト)の計6ヵ所から襲撃してくるが、開始直後から警備室に居座り続けるアニマトロニクス達も存在する。今までのシリーズの要素をすべて詰め込んだような作品である。

Five Nights at Freddy's VR: Help Wanted（ファイブ・ナイツ・アット・フレディーズ VR：ヘルプウォンテッド）
非公式の呼称として「FNAF8」である。Steel Wool Studiosと共に共同開発したVR作品でこれまでのFNaFシリーズをVRで追体験できる作品であり、全く新しいモードもプレイすることができる。シリーズ初のコンシューマーゲーム機進出を果たした作品である。DLCとして「Curse of Dreadbear」がリリースされた後にVRが無くても遊べる非VR版もリリースされた。

Five Nights at Freddy's: Security Breach（ファイブ・ナイツ・アット・フレディーズ セキュリティーブリーチ）
非公式の呼称として「FNAF9」である。 再びSteel Wool Studiosと共に共同開発され、プラットフォームは PlayStation 5. PlayStation 4. Microsoft Windows. Nintendo Switch。シリーズ初のAAA級作品である。また今までのシリーズとは大きく異なり、巨大なマップ内を自由に移動し探索できるのが特徴。
今作の舞台は巨大なテーマパーク「フレディーファズベアーズ　メガ・ピザプレックス」であり、施設からの脱出を目指す内容である。また今作のフレディはどうやら味方のようで、フレディに乗り込んで敵からの追跡から逃れるなどの全く新しいアクションをすることができる。またDLCとして「Ruin」がある。この舞台は本編の後のFreddy Fazbear's Mega Pizzaplexが舞台である。

Five Nights at Freddy's VR: Help Wanted 2（ファイブ・ナイツ・アット・フレディーズVR：ヘルプウォンテンッド2）
非公式の呼称として「FNAF10」である。前作同様Steel Wool Studiosと共に共同開発されており、本作では新入社員としてピザ屋の経営とメンテナンスのあらゆる面で優れた実力を発揮できることを証明するためにプレイヤーはVR世界にある様々なミニゲームに挑戦する。

### スピンオフ作品
FNaF World（フナフワールド）
スピンオフ第一作であるRPG。アニマトロニクス達が可愛くデザインされている。正史に含まれないという考えが多数だったが、今日では考察要素として重要視されている。考察要素の他にも、作者に関するネタや遊びも魅力。

Ultimate Custom Night（アルティメットカスタムナイト）
スピンオフ第二作。50体超のアニマトロニクスの中から任意の個体と難易度を選択し、夜を生き残る内容となっている。

Five Nights at Freddy's VR: Help Wanted（ファイブナイツアットフレディーズVR：Help Wanted）
2019年に発売したHTC Vive, Oculus Rift,PlayStation VR用ソフト。これまでのFNaFシリーズの総集編のようになっており、VRということでよりホラーゲームとしての怖さが増している。SBの前日譚に当たる。
Five Nights at Freddy's into the pit
2024年 8月8日に公開されたゲーム(ただ日本では8月7日に公開された）fnafの小説を元にしたゲーム　ゲームのドット感がさらに恐怖を引き立てている　現在はPC版のみ

## 登場キャラクター

### 主人公
マイケル・アフトン/エッグスベネディクト(Michael "Mike" Afton/Eggs Benedict)
声 - 未クレジット
愛称はマイクで、ハンドユニットのキーパッドには「Mike」と書かれたシールを貼っている。ハンドユニットからはエッグスベネディクトという渾名を付けられた。「シスターロケーション (以下、FNAF5)」の主人公。サーカスベイビーエンターテイメント＆レンタルのエンジニアのアルバイトに志願した。エナードに襲われた際、彼の青い瞳が反射している。カスタムナイトのATARI画面風のカットシーンでは茶髪の白人男性で、紫のシャツ、青いズボンを着用していることがわかる。
命懸けの職務を遅刻・欠勤せずに律儀にこなし、業務を終えて帰宅するとポップコーンを貪りながらアニメを観る神経の図太い人物。
マイク・シュミット(Mike Schmidt)
声 - なし
シリーズ第一作(以下、FNAF1)の主人公。男性。ゲームオーバー画面で瞳の色が青いことがわかる。容貌は一人称視点のゲームであるため一切不明。フレディーズピザの夜間警備のアルバイトに志願する。週給120.50$という低賃金で命懸けの職務を遅刻・欠勤せずに律儀にこなし、休日(土日)も出勤する。
Night7(カスタムナイト)にてアニマトロニクスのAIを不正に操作したために解雇される。解雇通知には、アニマトロニクスの不正操作以外に「体臭」も解雇理由とされている。
ジェレミー・フィッツジェラルド(Jeremy Fitzgerald)
声 - なし
FNAF2の主人公。フレディファズベアーズピザの一号店の夜間警備のアルバイトに志願した。部屋から動くことは無い。今回はゲームオーバーになっても身体の一部すら画面に映らない。週給$100で命懸けの職務を遅刻・欠勤せずに律儀にこなし、休日出勤までする。その翌日から昼間の勤務に異動となった。
フリッツ・スミス(Fritz Smith)
FNAF2のNight7(カスタムナイト)のみ出勤する夜間警備員。勤務初日にアニマトロニクスのAIを不正操作したために解雇される。
最高難易度の「Golden Freddy」をクリアすると渡される解雇通知には、アニマトロニクスの不正操作以外に「体臭」も解雇理由とされている。
因みに、「Golden Freddy」をクリアするには全てのアニマトロニクスの行動パターンと対処法を熟知している必要があるため、フリッツは電話の男の解説も無くアニマトロニクス達の襲撃から身を守ったことになる。
マイケル　アフトン(mikel afton）
声 - なし
FNAF3の主人公。男性。ホラーアトラクション「ファズベアーフライト」の夜間警備のアルバイトに志願した。命懸けの職務を遅刻・欠勤せずに律儀にこなし、休日出勤までする。
Night6の後、火災に巻き込まれ生死不明となる。
FNAF4の主人公
目線の高さから、幼い少年だと思われる。マイケル・アフトン本人であるという説と、マイケル・アフトンの弟であるという説がある。ATARI画面風のミニゲームでは黒髪の白人男性で、ストライプ柄の服を着ていることがわかる。
ミニゲーム内ではいつも泣いており、フレディ、ボニー、チカ、フォクシー、フレッドベアーのぬいぐるみを「友達」と呼び大切にする一方で、アニマトロニクスを恐れている。灰色の服を着た兄とその友人達からいじめを受ける日々を送っていた。誕生日に兄達にフレッドベアーの口に頭を押し込まれ、フレッドベアの誤作動で頭を噛み潰された。
その後Night6のエンディングで死亡したかのような描写がある。
本編では、悪夢か現実かも定かではない子供部屋で、四方から襲いくる凶悪な外見のアニマトロニクス達からライト一本で身を守る。
非公式だが、通称は｢BV｣。直訳すると｢噛み付かれた被害者｣という意味になる。
FNAF6（ピッツェリアシュミレーター）の主人公
FNAF6の主人公。フレディファズベアーズピザの新店舗を開き、運営する。
「カセットマン」なる、謎の人物が録音したカセットテープの指示に従って路地裏で発見されたアニマトロニクスを回収したり、日々の業務をこなしてゆく。
行動によってエンディングが変わるが、一つのエンディングではカセットマンが引き起こした火災に巻き込まれ、脱出経路が用意されていたにもかかわらず、アニマトロニクス達と運命を共にする意思を見せ生死不明となる。
グレゴリー
FNAF9(セキュリティブリーチ)の主人公。フレディファズベアーズピザの新店舗のグラムロックフレディに乗り込み、6時まで耐え抜く。
行動によってエンディングが変わる。うち1つのエンディングでは、燃えたはずのウィリアム・アフトン(本人であるかは不明)と戦い、グラムロックフレディと一緒に店から逃げ出したように見える。
バッドエンディングでは、路地裏にいき、ダンボールと新聞紙にくるまりながら寝ているところをヴァニーに見つかり、生死不明となった。　

### 主人公以外の人物
ファズベアーフライトのオーナー
声 - スコット・カーソン
ファズベアーフライトのオーナー。男性。2日目まで電話で説明やアドバイスをくれる。店内を飾るホラー品を収集しており、過去作の人形たちのガワをインテリアとして扱っているが、質の悪い贋作を掴まされたこともある。正体は不明。
フォクシーの面を被った少年
FNAF4主人公の兄と思われる人物(主人公を兄弟という意味のbroと呼ぶ為)。灰色の服を着てフォクシーの面を被っている。日頃から弟にフォクシーの着ぐるみを被って脅かす、自室や機械人形の倉庫に閉じ込めるなどいじめており、徐々にその行動がエスカレートし、最終的には誕生会で弟に重傷を負わせてしまう。FNAF4のNight6クリア後、弟に対する謝罪と取れる言葉を聞くことができる。子供の頃のマイケルであるとする説があるが、公式からの見解は出ていない。
Elizabeth Afton（エリザベス・アフトン）
マイケルの妹。
「SL」のミニゲームにて、アイスクリームを持っていたサーカス・ベイビーに近付いたところを殺害・吸収され、サーカス・ベイビーにその魂が宿ったことが明かされる。第五夜までマイケルを導くが、最後は「エナード」の一部となって彼を襲撃し、彼の身体をガワとして被り外へ出ることに成功する。その後、身体が腐敗し紫色になったマイケルに吐き出されるが、倒れた彼に「あなたは死なない」と言い、それに呼応するようにマイケルは復活を遂げた。
「FFPS」では「スクラップベイビー」として身体を再構築して再登場する。エンディングの一つではアニマトロニクスに成り果てても父を慕っており、父の野望を果たそうとしていたことを自ら明かす。
William Afton（ウィリアム・アフトン）
FE社の技術者であり、スプリング・ボニーのスーツアクターである。ヘンリー・エミリーの親友であった。
Purple Guy（紫色の男）
2と3のミニゲームで登場する人物。全身が紫色のためそう呼ばれる。一日目から四日目までのミニゲームではフレディ・ボニー・チカ・フォクシーと4体のアニマトロニクスを解体していく。しかし、五日目は奥の部屋で5人の子供に追い詰められスプリングボニーのガワに逃げ込むも直後にスプリングロックによって出血し倒れ込む。
スプリングトラップがダメージを受けた姿である「スクラップトラップ」の正式名称がウィリアム・アフトンであることから、彼と同一人物であることが確定した。
Phone Guy （電話の男）
声 - スコット・カーソン
警備員の前任者。電話で主人公に店の説明やアドバイスをくれる男性。名前や姿は登場しない。製作者のScott Cawthonが声優を担当している。
作中の電話は全て録音であることが4日目に明かされ、最後に「俺のメッセージは今日で最後だ...ちょっと...まずいことになってしまってね」「いつか奥の部屋の人形を覗いてくれ」と言い残す。第四夜の電話から、チカまたはボニーが侵入した状態でモニターを見ている時のうめき声・フォクシーがドアを叩く音・フレディの闘牛士の歌が聞こえる・電話はゴールデンフレディのキルサウンドを最後に切れているなど、電話の男は全ての人形に総攻撃されていた。それ以降は彼の声を聞くことが出来なくなり、5日目の電話は謎の音声が再生される。
2では電話で主人公に店の説明やアドバイスをくれる。店の過去について色々と知ってるが「単なる噂」と言い、すぐに話題を変えてしまう。旧型の人形が好きで、特にフォクシーがお気に入り。6日目の電話で「次の開店では自分が夜間警備になるだろう」と発言をしている。
3では、3日目以降、オーナーが見つけたカセットテープから彼の声を聴くことになる。人形の取り扱いが録音されており、彼がアクターの教育係であったと思われる。日が進むと公表されていないセーフルームの存在や人形の不具合や事故について語るようになり、最後には隠蔽を指示するような内容となっている。
アルティメットカスタムナイトでも妨害役として登場した。
スコット氏の「スプリングトラップと同時に出現できないのは、同一人物が同時に二ヵ所にいられないため」という旨のコメントにより、ウィリアム・アフトンと同一人物であることが確定したとされていたが、実際はこれはエイプリルフールによる嘘であったため注意。
カセットマン/HRY/ヘンリー・エミリー
「FFPS」の黒幕。娘をウィリアムに殺された復讐と、アニマトロニクス達に宿った子供達の浄化を目的に行動する。
カセットテープに主人公への指示を録音している。
エンディングの一つでは火災を起こし、目的を果たす。
別のバージョンは、『The Silver Eyes』とその続編のフラッシュバックに表示されます。
カセットマンの娘/シャーロット・エミリー/チャーリー
カセットマンことヘンリーの娘。2のミニゲームでウィリアムに殺され、FFPSのミニゲームでパペットにその魂が宿ったことが明かとなる。
彼女の行動原理は一貫して、犠牲になった子供達の魂を守ることである。
FFPSではレフティに閉じ込められている。
別のバージョンは、『The Silver Eyes』とその続編の主人公として登場する。
キャシディ
公式ファンブックの暗号を紐解くと
導き出せる名前。
同本内の描写から恐らく黒髪の少女だと思われる。
ほぼ素性が不明だが、フレッドベアに宿ったという考察が主流。

### アニマトロニクス
アニマトロニクスとはFreddy Fazbear's Pizza（フレディファズベアーピザ）のマスコットキャラクターを模した着ぐるみのガワを着たロボットを指し、本作の敵キャラクターであることが多い。

#### Five Nights at Freddy's（ファイブナイツアットフレディーズ）
Freddy  fazbear（フレディ）
フレディファズベアーピザの顔ともいうべき熊のアニマトロニクス。後述のボニー、チカとバンドを組んでおり、ボーカルを担当している。持ち歌は「闘牛士の歌」。性別はオス。
3日目以降から本格的に動き出し、徘徊を始める。特徴としてはカメラで見られていない時に移動し、右側の扉から侵入しようとするので、カメラによる監視や右側の扉を閉めることで侵入を防ぐことができる。また彼が移動する際、低く不気味な笑い声を発するので足音の代わりとすることができる。また、電力切れとなった場合にはしばらくしてから曲が流れフレディが襲撃してくるが、この際に一切の操作を行わないことで死んだふりができ、襲撃までの時間稼ぎが行える（襲撃までの時間はランダムで、短い時もあれば長い時もある）。またこの時は必ず左の扉から現れる。
Bonnie（ボニー）
ウサギのアニマトロニクス。バンドではベースを務めている。性別はオス。
必ず左側のドアから侵入を図るという性質を持つ。序盤から能動的に徘徊し、頻繁に警備室に近づく。移動の際は足音が聞こえ、またカメラにノイズが走り一時的に使用できなくなる。ドアライトで近くにいるかがわかるので、扉を閉めることで侵入を防げる。
Chica（チカ）
ヒヨコのアニマトロニクス。バンドではサブボーカルを務めている。「Let's EAT！」と書かれた前掛けが特徴。性別は唯一のメスである。
ボニーとは逆に、必ず右側のドアから侵入を図る性質を持つ。ボニーと同じく序盤から行動頻度が高い。移動の特徴や対処もほぼボニーと同じだが、しばらく徘徊したと思ったら警備室のそばに長く居座ったりとチカはやや行動が不規則で読みにくい。また、チカはキッチンにて暴れまわる性質がある。
Foxy（フォクシー）
キツネのアニマトロニクス。性別はオス。パイレーツコーブ（海賊の入り江）にいて、眼帯とフックが特徴的な海賊のキャラクター。故障しているらしく、現在では海賊の入り江の前に故障中という看板が置いてある。何故かガワの損傷が激しく、脚は内部骨格がむき出しになっている。また本作中に聴こえる「ダムダム」という声は彼のもの。
「恥ずかしがり屋」らしく普段は海賊の入り江のカーテン内に隠れており、行動パターンが他の人形とは全く違う。カメラで様子を見ずにいると段階的にカーテンの外へ移動し、最終的には西廊下を通って警備室まで一直線に走り抜けて襲撃してくる。この際、西廊下のカメラに走り抜けてくる姿が見えるので、すぐさま扉を閉める必要がある。上記の特徴から、カメラでこまめに監視することで行動を抑制できる。また扉まで辿り着いた際、扉を数回叩いてくるが、この行動は電力を大きく消費してしまう。西廊下にフレディかボニーがいる場合はどれだけ段階が進んでいようと絶対に襲撃してこないという性質を持っている。こちらの様子を伺い、隙を見ると猛スピードで襲撃する性質からか、日本のユーザーからは「盗塁王」と呼ばれることも。
Golden Freddy（ゴールデンフレディ）
本来居ないはずの謎のアニマトロニクス。外見は金色のフレディ。上記4体の人形とは違い、稀にしか登場しないが襲われるとゲームがクラッシュする等イレギュラーな存在で、このアニマトロニクスについて作中詳しく語られることは少ない。性別は公開されてはいないが、フレディがオスのためゴールデンフレディもオスと推測されている。
出現の際はカメラのポスターがゴールデンフレディのものに変わる、子供の笑い声がするなどの前兆がある。他の人形と違い侵入を防ぐことができず、気づくと警備室内に座っておりそのままフェードアウトしていく。この時に放置していると襲われてしまうので、もう一度カメラを覗くことで防ぐことができる。また、ポスターの変化を見ていることが発生条件となっているため、ポスターのある部屋を見なければ出現させないことも可能。

#### Five Nights at Freddy's 2（ファイブナイツアットフレディーズ2）
Toy Freddy（トイフレディ）
旧式に変わって作られた新型のアニマトロニクス。性別はオス。旧式のフレディに代わりボーカルを務める。全体的にカラフルな色合いと丸みを帯びた可愛らしい外見。またトイフレディーなどの新型のアニマトロニクスには顔認識機能が搭載され、昼間には店内を歩き回っていた。
初日から活動する。正面から警備員室に迫って来るのでライトを当てることで追い返すことができ、侵入された場合は着ぐるみを被り回避できる。旧式人形より判定が若干甘くなっているため対処はしやすい。
Toy Bonnie（トイボニー）
旧式に変わって作られた新型のアニマトロニクス。性別はオス。旧式のボニーに代わりにベースを担当する。全体的な色合いから造形まで大きく異なり、青い色の体とまつ毛のある目、2本の前歯などよりウサギらしい外見となっている。
初日から活動する。右側のダクトから侵入を図るため、ライトでダクトを確認したり侵入の合図である照明の点滅を察知したら着ぐるみを被ることで回避できる。対処は容易だが、警備員室に出現する際のモーションが特殊なものであるため拘束される時間が長い。
Toy Chica（トイチカ）
旧式に変わって作られた新型のアニマトロニクス。性別はメス。旧式のチカに代わりサブボーカルを担当する。全体的に丸みを帯びて女性的な外見になっているが、動き出すと目とくちばしが取れて内骨格の目と歯が露出してしまう。
初日から活動する。正面と左側のダクトから侵入を図るため、トイフレディ、トイボニーの両方の対処法を駆使しなければならない。
Mangle（マングル）
旧式に変わって作られた新型のアニマトロニクス。性別はYesである。本名は「Toy Foxy」である。フォクシーのデザインが子供受けしないとの意見からリメイクされたもので、全体的に丸みを帯びたピンク色のかわいらしい外見を特徴としている。
元々は幼い子供の世話を目的として開発されたが、子供たちによってスタッフの修理ペースを超える頻度で破壊が繰り返された結果そのまま放置され、内部骨格が露出するほど激しく損傷し、最終的に「バラバラにしたり組み立てたりするアトラクション」として売り出され、スタッフから「Mangle（バラバラ）」というあだ名を付けられた。
2日目から活動を開始する。壁や天井を這うように移動し、正面と右側のダクトから迫ってくるが、常にノイズを発しており察知するのは容易。侵入された場合即座に襲われるのではなく、天井に張り付きこちらを見つめ、ランダムで襲ってくるという変わった性質を持つ。襲って来るタイミングは完全にランダムで、運がよければ夜明けまで何もしないこともある。しかし一度侵入されたら追い出すことができず、ノイズによって他の人形を呼び寄せてしまうため基本的に侵入されたらクリアは絶望的となる。
Balloon Boy（バルーン・ボーイ）
通称は「BB」。他の人形と違い動物ではなく人間の子どもがモチーフ。店舗のゲームエリアで風船番をしており、右手に風船、左手に「Balloons！」と書かれた看板を持っている。時々聴こえてくる「Hi」「hahaha…」「Hello」といった声の主は彼で、彼が動き出すと聞こえるようになる。
2日目から活動を開始し、左側のダクトから侵入を図る。ほかの人形と違い警備員室に侵入されても襲われることはないが、侵入されたら長時間警備員室に居座って他の人形を引き寄せる、ライトを使用不能にするなど妨害をしてくる。BB自体に驚異はないが、ライトが使えないことはフォクシーへの対抗手段がなくなるということでもあるため、侵入を許した場合クリアは絶望的となる。
Puppet（パペット）
細長い体と手足、泣いているようなペイントの白いピエロのような顔を特徴としており、天井から吊るされている描写がある。開店中はプライズコーナーでプレゼント箱の中に隠れており、子ども達にプレゼントを渡す役割をしている。「普段は考え事をしているが、どこへだって行くことができる」と電話の男は話しており、ミニゲームでの意味深な演出など後述する能力も相まって謎が多い。性別はメス。
パペットの存在によって、カメラを覗く、ライトで照らすなどの操作の他に、定期的にネジを回しオルゴールを流し続けなければならないという必須行動がある。これはプレゼント箱の中にいるマリオネットを封じるためのものであり、オルゴールの残量に合わせて警告マークが出るので常に留意しておく必要がある。オルゴールを切らしてしまうとどこからともなく現れ襲ってくる。前作のフォクシーのようなポジションだが一度出現を許すと防ぐ手立てはなく、死を待つのみとなる。アルティメットカスタムナイトでも同様。オルゴールの音色は『大きな古時計』だが、出現時には｢鼬が飛び出した｣になっている。
Withered Freddy (ウィザードフレディ)
旧店舗で動いていた旧式のフレディファズベアーであり、損傷が激しく現在は予備用パーツとして部品部屋に保管されている。茶色のボディを持ち、トイシリーズとは違いボディがふわふわしている。また強い光を正面から浴びると、ショートして動けなくなるという欠陥がある。
警備室正面の入り口から侵入してくる。正面廊下および監視カメラ付近にフレディがいるときにライトでけん制すると、少しだが時間稼ぎできる。しかし警備室への侵入を防ぐことはほぼできず、侵入時にガワをかぶって回避することが出来る。対処後部品部屋に戻る。
Withered Bonnie (ウィザードボニー)
旧店舗で動いていた旧式のボニーであり、現在は予備用パーツとして部品部屋に保管されている。かなり損傷が激しく、顔および左腕を欠損しており、内骨格がむき出しになっている。紫色のボディをしている。また強い光を正面から浴びると、ショートして動けなくなるという欠陥がある。
左ダクトから侵入を図ってくるがダクトライトに映ることがないため、備室に侵入後にガワをかぶって対処するしかない。正面廊下および監視カメラ付近にボニーがいるときにライトでけん制すると、少しだが時間稼ぎできる。対処後部品部屋には戻らず、メインホールに戻る。
Withered Chica (ウィザードチカ)
旧店舗で動いていた旧式のチカであり、現在は予備用パーツとして部品部屋に保管されている。かなり損傷が激しく、両手が欠損しており、顎が外れて閉じなくなっている。口部から内骨格がむき出しになっている。黄色のボディをしている。また強い光を正面から浴びると、ショートして動けなくなるという欠陥がある。
右ダクトから侵入を図ってくるがダクトライトに映ることがないため、備室に侵入後にガワをかぶって対処するしかない。監視カメラ付近にチカがいるときにライトでけん制すると、少しだが時間稼ぎできる。対処後部品部屋には戻らず、パーティルームに戻る。
Withered Foxy (ウィザードフォクシー)
旧店舗で動いていた旧式のフォクシーであり、現在は予備用パーツとして部品部屋に保管されている。損傷が激しく、所々ガワが剥げている。赤茶色のボディをしている。また強い光を正面から浴びると、ショートして動けなくなるという欠陥がある。なお見ることはできないが一応正面廊下にて盗塁をしている。
部品部屋を出た後正面廊下に現れ、正面ライトを当てることによって対処することができる。ガワをかぶることによる対処はできない。高頻度で正面廊下に現れるため、定期的にライトで撃退しなければならない。また監視カメラのライトでの時間稼ぎはできない。カスタムナイトではAIレベルが０でも襲撃してくる仕様となっている。
Golden Freddy(ゴールデンフレディ)
前作同様なぜかいる謎に包まれた存在だが、今作はレアキャラ枠ではなく通常枠として登場する。薄汚れた金色のボディを持っており、左耳が取れてしまっている。性別は不明。
突如として警備室に現れ、カメラを見る又は正面ライトをつけると襲われる。出現後にガワをかぶることによって対処することが出来る。何もせず見つめていてもいなくなることはない。また２つ目の出現方法があり、正面廊下に巨大なゴールデンフレディが現れることがある。この場合正面ライトで長時間照らすと襲われるため、無視し続けることで対処することができる。カスタムナイトでは前作とは違い、AIレベルを設定することが出来る。
Shadow Freddy(シャドウ フレディ)
今作のレアキャラ枠の１体。ゴールデンフレディと同じような損傷をしており、全身が暗い紫色をしている幻覚である。すべての旧人形が店舗内を出歩いているとき、部品部屋に出現する。監視カメラでその存在を確認することが出来るが、見続けると襲われることなくゲームがクラッシュする。監視カメラで姿を見てしまった場合、すぐにカメラを閉じることで対処ができる。
RWQFSFASXC
今作のレアキャラ枠の１体。別名Shadow Bonnie(シャドウ ボニー)。目と口以外が真っ黒で、ボニーの形をした幻覚である。シャドウフレディよりも出現確率が低い。極まれに警備室に現れるが、カメラを見る、正面ライトをつける、ガワをかぶるなどして対処可能である。対処せず見続けてしまうと、ゲームがクラッシュする。「RWQFSFASXC」という文字列をキーボードでいろいろな操作をすると、「DADFAZSDEV」という文字列が浮かび上がる。
JJ（ジェイジェイ）
今作のレアキャラ枠の１体。性別はメス。バルーンボーイと同じような姿をしているが、ボディが紫系の配色になっている。気づくと警備室目の前のデスクの下からこちらを覗いている。特にこちら側を襲ってくるわけではないが、カメラを見ることによってデスク下からいなくなる。すべてが謎に包まれた存在である。
Endo-02（エンドゼロツー）
Endoskeleton(エンドスケルトン）の略称であり、アニマトロニクスの内骨格である。耳の形がフォクシー系統で、眼球の色は青である。監視カメラを覗いていると、プライズコーナーと左ダクトに出現する。しかしプレイヤー側に攻撃を仕掛けてくることはない。どのアニマトロニクスの内骨格であるかまったくもって不明である謎のキャラクター。

#### Springtrap（スプリングトラップ）
『3』で登場するハイブリッドアニマトロニクスで、正式名称「スプリング・ボニー」。『3』の作中、唯一実体のある人形。『2』の旧型たちよりもさらに朽ちたおぞましい外見をしており、体の節々がひどく損傷しコード類が血管のように露出している他、
構成しているスプリングや衝撃緩和材などが見えているが色も相まって内蔵のようにも見える。2よりもさらに以前の時代に
ピザ屋で稼働していたようで、当時は店の顔であったらしい。実際に中に人が入れる「着ぐるみモード」と
「アニマトロニクスモード（機械人形、自動制御）」とを手動で切り替えられる仕様になっており、
着ぐるみモードにする際はクランクで内部のスプリングを収納しスプリングロックで支える必要があるが、
管理や操作を間違えば死亡事故に繋がる危険があるなど機械的欠陥が指摘されていた。その後、姉妹店で事故が発生し、
店のセーフルームに証拠隠蔽のような形で隠され放置されていたところを『3』のオーナーに発見されている。
ミニゲームでは放置された後でも紫の男によって使用された描写があるが、誤作動を起こし彼は死亡してしまったと考えられる。本編でも口の隙間からミイラのようなものが見えている為、中にはまだ遺体がそのまま残っているようである。
『3』ではプレイヤーを直接襲う敵が彼らのみということもあり、非常に活発に動く。
全てのエリアを頻繁に移動しダクトを使ってショートカットもする為、油断していると瞬く間に侵入されてしまう。
音に反応し引き寄せられる性質があるらしく、オーディオによってある程度は誘導することができる。
しかしオーディオは使用回数に限りがあり使いすぎるとエラーを起こしてしまう為、迅速に復旧させる必要がある。
またダクトを通ってきた場合はカメラから障壁を下ろせば対処できる。
空調がエラーを起こした場合、照明が赤く点滅しアラームが鳴り響くが、この音で彼を引き寄せてしまうので
こちらも素早く復旧する必要がある。
アルティメットカスタムナイトではダクトに静かに来る。侵入直前に顔が見える。また、
フレディファズベアーピッツェリアシミュレータでは、William Afton(スプリングトラップ)という彼らしき
アニマトロニクスが登場。こちらでは声優が付き、喋るようになった。アルティメットカスタムナイトでは右ダクトに突然来る。急いでドアを閉める必要がある。
Phantom Freddy（ファントムフレディ）
『3』で登場するキャラクター。外見は『2』のゴールデンフレディに似ており、朽ちたおぞましい外見をしているが、その名のとおり幻影。
警備員室に出現し、正面の窓を横切るように移動していく。判定は易しめな上、カメラやシステムメニューの操作が多くなる後半になると、意図せずとも回避できることがあるため対処が比較的楽な相手。ただし、モバイル版では一夜の時間の短縮に合わせて判定が非常に厳しくなっている。
「ファントム」と付く幻影の敵はどれもスプリングトラップとは違い襲われても即座にゲームオーバーにはならないが、襲撃された場合システムが強制的にエラーを起こしてしまう。空調がエラーを起こすということはスプリングトラップを引き寄せてしまうということであり、非常に危険な状態に陥ってしまう。なお、幻影は対処法もすべて同じで「長い間幻影を見続けない（素早くカメラを使用したりシステムメニューを開くなどしてやりすごす）」というのが対処法となる。アルティメットカスタムナイトでは警備員室内に来る。実体化する前にライトを当てる。温度が上がると実体化するのが早くなる。
Phantom Chica（ファントムチカ）
『3』で登場するキャラクター。外見は無印のチカに似ており、朽ちたおぞましい外見の幻影。
CAM07の映像に出現し、ゲーム機の画面に写っている。判定は厳しめで、引っかかってしまうと警備員室に出現し、目を合わせると襲撃される。
Phantom Foxy（ファントムフォクシー）
『3』で登場するキャラクター。外見は『2』のフォクシーに似ており、朽ちたおぞましい外見の幻影。
何の前触れもなく警備員室の左側に突如出現する。判定は非常に厳しく、目を合わせてしまうと確実に襲撃されてしまう厄介な敵。加えて出現中は左側に目線を向けられないため、ファントムフォクシーが出現するとシステムパネルの利用ができなくなるという側面もある。
Phantom BB（ファントムバルーン・ボーイ）
『3』で登場するキャラクター。『2』のバルーン・ボーイが朽ちたおぞましい外見となった幻影。
全てのカメラに出現する。出現率が高く頻繁に遭遇することになる相手だが、判定にバラつきがあり緩いこともあれば一瞬で襲われることもある。アルティメットカスタムナイトも同様。
Phantom Mangle（ファントムマングル）
『3』で登場するキャラクター。『2』のマングルが朽ちたおぞましい外見となった幻影。
CAM04にのみ出現する。判定は厳しめで、引っかかってしまうと警備員室に出現し、窓に張り付いてノイズを発し続ける（このノイズはスプリングトラップを引き寄せる効果がある）。他の幻影とは違い襲撃モーションはなく、空調ではなくオーディオシステムをエラーにするという変わった特徴を持つ。名称はフナフワールドにより判明した。
Phantom Marionette（ファントムパペット）
『3』で登場するキャラクター。『2』のパペットが朽ちたおぞましい外見となった幻影。
CAM08にのみ出現する。出現率が高く判定も厳しめ。加えて他の幻影と違い襲撃された際に長時間拘束されてしまい、カメラやシステムパネルの操作ができなくなってしまうという凶悪な性質を持つ。
Five Nights at Freddy's 4（ファイブナイツアットフレディーズ4）

Nightmare Freddy（ナイトメアフレディ）
『4』で登場するキャラクター。第一夜から登場し、一定の条件を満たすと襲ってくる。
部屋の子供用ベッドから出現。時間経過とともに数体（最大3体）のFreddles（フレドル）がベッドに現れ、三体出現したまま放置すると襲ってくる。
Freddles（フレドル）を撃退すれば出現しないため、定期的にベッドに振り向いてライトを当てれば襲われることは少ない。アルティメットカスタムナイトでも同様。
外見はかなり酷く、身体の節々が酷く損傷している。
Nightmare Bonnie（ナイトメアボニー）
『4』で登場するキャラクター。第一夜から行動を始める。
行動のパターンは大体第一作目と同じようなもので、左側のドアから接近してくる。行動頻度は第一夜からやや高く、注意を払っていないとすぐさま近くに接近してくる。
『3』では、スプリングトラップがいるためなのか登場していなかったが、今作では従来通り登場する。また、『2』に登場するボニーとは異なり、今回は頭部の損傷は少なめ。
アルティメットカスタムナイトではナイトメアマングル、サーカスベイビーと共に右ドアに来る。ボニーのぬいぐるみを買っておくと襲われることは無い。
Nightmare Chica（ナイトメアチカ）
『4』で登場するキャラクター。同じく第一夜から行動を始める。
チカも同じく第一作目のように右側のドアから接近してくる。第一夜目はおとなしいが、第二夜から行動頻度が向上する。
襲われるモーションの一つとして、手に持っていると思われるカップケーキが襲ってくるものがある（Halloween Editionでは、カボチャに変化）。
アルティメットカスタムナイトではディーディーが呼び出す54体目のアニマトロニクスとして登場する。
Nightmare Foxy（ナイトメアフォクシー）
『4』で登場するキャラクター。第二夜目から行動を始める（特定の条件を満たすと強制的に襲撃させることが可能）。
フォクシーは廊下を走って来て、プレイヤーが油断している隙にクローゼットの中に走りこむ。対処法は、走りこんだらすぐさまクローゼットの扉を閉めることで一時的に行動を停止する。
閉め続けていると徐々に後退し、一定以上後退するとクローゼットの中にフォクシーの人形が出現する。
フォクシーが廊下を走っているときに聞こえる足音は第一作目のフォクシーが走ってくる音と同じである。
Plushtrap（プラッシュトラップ）
『4』で登場するキャラクター。各夜のクリア後、ミニゲームで登場するキャラクター。
ミニゲームをクリアすると次の夜の時間が短縮される。
アルティメットカスタムナイトではディーディーが呼び出す53体目のアニマトロニクスとして登場する。カメラのどこかに椅子が置いてある。それを探す。
Nightmare Fredbear（ナイトメアフレッドベアー）
『4』で登場するキャラクター。第五夜目と第六夜目に行動する。
廊下、クローゼット、ベッド全てから出現。また、このキャラクターが活動し始めると、ナイトメアフレディ、ナイトメアボニー、ナイトメアチカが出現しなくなる。
アルティメットカスタムナイトではカメラに映らない性能を持つ。侵入直前に目が見えるのでドアを閉める。左ドアに来る。
Nightmare（ナイトメア）
『4』で登場するキャラクター。第七夜目から行動を始める。
ナイトメアフレッドベアを改変したものと思われ、全身が黒くなっており一部が透過している。行動パターンはナイトメアフレッドベアと同様だが、判定がよりシビアになっている。
また、襲われるとゲームが強制的に再起動してしまう。
アルティメットカスタムナイトではナイトメアフレッドベアと同様。こちらは右ドアに来る。
Jack-o-Bonnie（ジャック・オ・ボニー）
HalloweenEditionにて登場する。ナイトメアボニーのハロウィン風スタイル。フナフワールドではUpdate 2からの登場。

Jack-o-Chica（ジャック・オ・チカ）
HalloweenEditionにて登場する。ナイトメアチカのハロウィン風スタイル。フナフワールドではUpdate 2からの登場。
アルティメットカスタムナイトでは両方の廊下に同時に出現。両ドアを同時に閉める。温度が100度になるとドアをすり抜けてしまい、即ゲームオーバーになってしまう。
Nightmare Mangle（ナイトメアマングル）
『4』のHalloweenEditionにて登場するマングルに似たキャラクター。
ナイトメアフォクシーを入れ替わる形で登場。行動パターンもナイトメアフォクシー同様。ナイトメアマングルがクローゼットに侵入するとFNAF2と同様のノイズ音が鳴り続ける。
なお、フナフワールドでは登場していないが、アルティメットカスタムナイトでは登場している。トイフォクシーのぬいぐるみを買っておくことで襲われない。
Nightmare BB（ナイトメアバルーン・ボーイ）
『4』でHalloweenEditionにて登場する。BBに似たキャラクター。
プラッシュトラップと入れ替わる形で登場。アルティメットカスタムナイトでも同様の対処をする。
フナフワールドでは、Update 2からの登場。
Nightmarionne（ナイトマリオーネ）
『4』でHalloweenEditionにて登場する。パペットに似たキャラクター。
ナイトメアと入れ替わる形で登場する。行動パターンもナイトメアと同様で襲われるとゲームが再起動する点でも同じ。
また、ナイトマリオーネが登場するようになると常にオルゴールの音が聞こえるようになるため、足音が聞き取りづらくなる。
アルティメットカスタムナイトではマウスカーソルに関係する。
フナフワールドでは、Update 2からの登場。
Fredbear（フレッドベアー）
金色の熊のアニマトロニクス。主な出番はフナフワールドである。
アルティメットカスタムナイトでも彼らしきアニマトロニクスが登場している。
Spring Bonnie（スプリング・ボニー）
スプリングトラップの正式名称。金色のウサギのアニマトロニクス。
フナフワールドにも登場。
Old Man Consequences（オールド・マン・コンセクエンセス）
通称OMC
フナフワールドの一部のエンディングに登場し意味深な発言をする。
アルティメットカスタムナイトでも登場する。魚を釣るミニゲームを出し、失敗すると一定時間カメラを使えなくする。
Dee Dee（ディー・ディー）
フナフワールドで釣りのミニゲームを10 フレディトークンでプレイできる。
アルティメットカスタムナイトでは51体目のアニマトロニクスとして登場する。新たなアニマトロニクスを呼び出す。XORという彼女らしきアニマトロニクスが出てくる事もある。

Baby（ベイビー）
『シスターロケーション』に登場。アイドルに似た外見の人型アニマトロニクス。
また、『4』までの従来のアニマトロニクスとは異なり言葉を発する。アルティメットカスタムナイトではナイトメアボニー、ナイトメアマングルと共に右ドアに来る。彼女のぬいぐるみを買う。
また、フレディファズベアーピッツェリアシミュレータでは、Scrap Baby（スクラップベイビー）という損傷した彼女らしいキャラクターが登場。アルティメットカスタムナイトでもFFPS本編と同様の対処をする。
タイトル画面にも登場し、本作の重要キャラクターの一人。
Ballora（バローラ）
『シスターロケーション』に登場。第一夜から登場している。
バレリーナの人型アニマトロニクス。内部骨格の歯は鋭い。目は普段閉じているが襲いかかるときは目が開く。
移動すると常にオルゴールが流れるようになっており、オルゴールの音で接近を察知する必要がある。
また、『4』までの従来のアニマトロニクスとは異なり言葉を発する。
カスタムナイトではカメラに映らない性能を持つ。どちらかのドアに出現し、オルゴールの音が大きい方のドアを閉める。アルティメットカスタムナイトでも同様。
Funtime Freddy（ファンタイムフレディ）
『シスターロケーション』に登場。熊のアニマトロニクス。ボニーのパペットをつけている(通称ボンボン)。第二夜から登場している。
また、ファンタイムフレディ、ボンボン共に『4』までの従来のアニマトロニクスとは異なり言葉を発する。
カスタムナイトではボンボンをどちらかのドアに発射する。いる方にドアを閉める。「surprise」と言っていた場合は聞こえた方とは反対のドアから襲って来る。
フレディファズベアーピッツェリアシミュレータでは、彼と配色の似たアニマトロニクス(？)らしいものが出現したが、後にヘルピーという名称が判明した。
Funtime Foxy（ファンタイムフォクシー）
『シスターロケーション』に登場。狐のアニマトロニクス。第一夜から登場している。
狐アニマトロニクスで初めて損傷していない姿をしている。内部骨格は狐型。フナフワールドにも先行して同名のアニマトロニクスが登場する。
また、フナフワールドでは、フックがついていたが、シスターロケーションでは普通の手になっている。
カスタムナイトではフォクシーと同様の対処をする。
アルティメットカスタムナイトではショーを開くようだ。カメラで開始時間を確認し、その時間にショーを見る必要がある。
Bidybab（ビディバブ）
『シスターロケーション』に登場。第二夜に登場する。
小型の人型アニマトロニクス。普段ベイビーと一緒にいるが、関係は不明。
カスタムナイトではダクトに来る。
Minireena（ミニリーナ）
『シスターロケーション』に登場。第一夜から登場している。
バローラのバックダンサー。デッサン人形のような姿をしている。
カスタムナイトではOxygenを減らす方と視界妨害の方と2タイプが存在する。
アルティメットカスタムナイトではディー・ディーが呼び出す56体目のアニマトロニクスとして登場する。
Ennard（エナード）
『シスターロケーション』に登場。
ピエロのような仮面のアニマトロニクス(内骨格だけの姿)をし、瞳の色が違う目がいくつかある。素顔はバローラの物に似ている。口から配線のような物が垂れ下がり、右目が閉じている。
また同作品には通称Maskless Ennard（マスクレスエナード）と呼ばれるアニマトロニクスも登場するが、関連性は不明。
アルティメットカスタムナイトではカメラで見れず、短時間であちこちに動く様子。軋む音が鳴ったらドアを閉める。
Bonnet（ボネット）
『シスターロケーション』に登場。
カスタムナイトに登場。体がピンク色でボンボンと同じ姿をしている。
画面を通り過ぎる前に鼻を押すことで撃退可能。
アルティメットカスタムナイトではディー・ディーが呼び出す55体目のアニマトロニクスとして登場する。対処法は同じ。
Electrobab（エレクトロバブ）
『シスターロケーション』に登場。
カスタムナイトに登場。電力を吸収する妨害キャラ。ビディバブとの関係は不明。
電気ショックを与えることで撃退可能。
Lolbit（ロルビット）
『シスターロケーション』に登場。
カスタムナイトに登場するほか、イェンドと共に先に幻覚として通常プレイ時に出現することもある。フナフワールドにも先行して登場する。
カスタムナイトではモニターに三体出現すると妨害が始まるが、lolと打ち込むことで妨害を阻止できる。
アルティメットカスタムナイトではディー・ディーが呼び出す57体目のアニマトロニクスとして登場する。
Yenndo（イェンドー）
『シスターロケーション』に登場。
カスタムナイトで登場。内部骨格だけの、熊のアニマトロニクス。
ロルビットと共に先に幻覚として通常プレイ時に出現する。
カスタムナイトでは、気がつくと部屋の中に現れており、長いあいだ見ていると襲われてしまう。
Helpy（ヘルピー）
『フレディファズベアーピッツェリアシミュレータ』に登場。
ファンタイムフレディに似たアニマトロニクス(？)。フレディファズベアーピッツェリアシミュレータのマスコットキャラクター。
プレイヤーを補佐としていると思われ、襲ってくることはない。
アルティメットカスタムナイトでは、エアーホーンを用いたプレイヤーの妨害役として参加している。
Lefty（レフティ）
『フレディファズベアーピッツェリアシミュレータ』に登場。
黒い熊のアニマトロニクス。左目が壊れており、左手にマイクを持っている。ロックスターの一体。
あるイベントにて、回収するかどうかを尋ねられるが、回収することを選択すると襲い掛かってくるようになる。
また、カタログでも格安で販売されている。
アルティメットカスタムナイトでは普段は落ち着いているが、何かしら騒がしいと興奮状態になり、襲いかかる。対処方法はオルゴールのみ。
Molten Freddy（モルテンフレディ）
『フレディファズベアーピッツェリアシミュレータ』に登場。
多数のワイヤーが絡み合ったかのような外見の不気味なアニマトロニクス。
レフティと同じく、あるイベントにて、回収するかどうかを尋ねられるが、回収することを選択すると襲い掛かってくるようになる。アルティメットカスタムナイトではダクトに来る。ダクトに来るアニマトロニクスでは最も速い。笑い声が聞こえたらドアを閉める。
Rockstar Freddy（ロックスターフレディ）
『フレディファズベアーピッツェリアシミュレータ』に登場するアニマトロニクスで、プレイヤーを特に襲うことはしない。
フレディのロックスター。腹部に星マークがある。
アルティメットカスタムナイトでは一定時間ごとにフレディコインを5枚支払う事になる。
Rockstar Bonnie（ロックスターボニー）
『フレディファズベアーピッツェリアシミュレータ』に登場するアニマトロニクスで、プレイヤーを特に襲うことはしない。
ボニーのロックスター。腹部に星マークが2個ある。
アルティメットカスタムナイトではギターを無くしている様子。それをカメラで探してもらう。
Rockstar Chica（ロックスターチカ）
『フレディファズベアーピッツェリアシミュレータ』に登場するアニマトロニクスで、プレイヤーを特に襲うことはしない。
チカのロックスター。腹部に星マークが2個ある。
マラカスを持っているが、カップケーキは持っていない。また、よだれかけが「LET'S ROCK!!!」となっている。
スリップが苦手だとされる。
Rockstar Foxy（ロックスターフォクシー）
『フレディファズベアーピッツェリアシミュレータ』に登場するアニマトロニクスで、プレイヤーを特に襲うことはしない。
フォクシーのロックスター。オウムのアニマトロニクスを肩に乗せアコーディオンを持っている。
アルティメットカスタムナイトではオウムのアニマトロニクスが飛んで来る。クリックで捕まえ、お詫びにお助けを貰える。ただし、襲いかかる場合もある。
Funtime Chica（ファンタイムチカ）
『フレディファズベアーピッツェリアシミュレータ』に登場するアニマトロニクスで、プレイヤーを特に襲うことはしない。
全体的に細身で、トイチカに近いシルエット。カップケーキは持っているものの、従来のチカとは異なり、よだれかけがない。
他のアニマトロニクスに比べて非常に高価となっている。
アルティメットカスタムナイトでは目立ちたいからか、レッドカーペットを引きフラッシュを出し、操作が難しくなる。
Music Man（ミュージック・マン）
手にシンバルを持っている。モチーフは不明。
店内に置けるアニマトロニクスとして登場し、今作では特に襲っては来ない。アルティメットカスタムナイトではシンバルを鳴らし続け、警備室内が騒がしくなって来ると最終的には襲いかかる。FNAF9に彼に似ているアニマトロニクスがいる。
El Chip（エル・チップ）
Chipper & Sons lumber Co. というゲームのキャラクターをモチーフにしたビーバーのアニマトロニクス。
店内に置けるアニマトロニクスとして登場し、今作では特に襲っては来ない。
アルティメットカスタムナイトではEl エルチップフィエスタビュッフェという店のスパム広告を出す。Enterキーかスキップボタンを押す。
Happy Frog（ハッピー・フロッグ）
カエルのアニマトロニクス。
店内に置けるアニマトロニクスとして登場し、今作では特に襲っては来ない。
Mr.Hippo（ミスター・ヒッポー）
カバのアニマトロニクス。フレディに似ている。
店内に置けるアニマトロニクスとして登場し、今作では特に襲っては来ない。
アルティメットカスタムナイトではゲームオーバーになると物凄く長い話を聞く事になる。
Nedd Bear（ネッド・ベアー）
クマのアニマトロニクス。
フレディとは違い、シルクハットにバネがついており、ネクタイをしている。
店内に置けるアニマトロニクスとして登場し、今作では特に襲っては来ない。
Pig Patch（ピグ・パッチ）
ブタのアニマトロニクス。
フナフワールドにも似たようなアニマトロニクスが登場。
店内に置けるアニマトロニクスとして登場し、今作では特に襲っては来ない。バンジョーを所持しており、UCNではその音色を聞く事ができる。
Orville Elephant（オーヴィル・エレファント）
ゾウのアニマトロニクス。マジシャンのようだ。
店内に置けるアニマトロニクスとして登場し、今作では特に襲っては来ない。

Bucket Bob（バケツ・ボブ）
店内に置けるアニマトロニクスとして登場し、今作では特に襲っては来ない。

Mr.Can-do（ミスター・カンドゥー）
店内に置けるアニマトロニクスとして登場し、今作では特に襲っては来ない。

Mr.Hugs（ミスター・ハグス）
店内に置けるアニマトロニクスとして登場し、今作では特に襲っては来ない。

No.1 Crate（ナンバーワン・クレート）
店内に置けるアニマトロニクスとして登場し、今作では特に襲っては来ない。

Pan Stan（パン・スタン）
店内に置けるアニマトロニクスとして登場し、今作では特に襲っては来ない。

Security Puppet（セキュリティ・パペット）
警備員のようなパペット。
店内に置けるアニマトロニクスとして登場し、今作では特に襲っては来ない。
クリックするとミニゲームが始まる。隠し要素あり。
Candy Cadet（キャンディ・ポン）
アニマトロニクスというよりロボットに近いデザインである。
店内に置けるアニマトロニクスとして登場し、今作では特に襲っては来ない。
クリックすると話を聞ける。こちらも隠し要素あり。
かつてはアルティメットカスタムナイトでも参戦したが、違うアニマトロニクスに変更され、警備員室内に置かれている。

## 用語
Fazbear Entertainment（ファズベアーエンターテイメント)
フレディファズベアーピザを経営する会社で、姉妹店を複数所有している。全盛期の1983年には『フレッドベアー&フレンズ!1983』というテレビアニメやそのcmも放送していた。社内には技術部があることが明らかになっており、アニマトロニクスたちの修理は技術部が引き受けているが、作中の事件や騒動から修理や欠陥の調査は成果を上げていない様子。
「安全第一」を経営方針としているが、実際は人命を軽視しており、当初からアニマトロニクスの事件が起きる度に証拠の隠蔽を図っており、バイトに関する注意事項にも死亡した場合は私物は廃棄し行方不明扱いにするという項目が存在する。
Freddy Fazbear's Pizza（フレディファズベアーピザ）
FNAF1とFNAF2の主人公が警備員として勤務するファミリーレストラン。
「大人も子供も楽しめる夢の国」というスローガンを掲げており、アニマトロニクスの歌や踊りを楽しめる。主なマスコットはフレディであり、サブキャラクターのボニー・チカ・フォクシーで音楽隊を構成するのが主流。小説やSLから世界中に様々な派生店舗や子会社が存在すると思われる。
FNAF1の店内は狭く、夜間でも電気が付いていない、水浸しが放置されている、蜘蛛の巣が張っているなどかなり古ぼけた内装になっている。この後に店舗は閉店し、会社も倒産してしまう。
FNAF2はFNAF1より過去にあたり、昼間でも人形たちを稼働させていた。まだ経営が順調だった時代の為、店舗も広く部屋数もかなり多い。旧店舗からの新装開店に合わせて新型アニマトロニクスを多数購入し、昼間に歩かせて子どもたちの相手をするというアトラクションを開始した。これに伴って旧店舗で稼働していた旧型たちは予備パーツとして倉庫に保管していた。しかし、旧店舗時代にもすでに事件を起こしていたらしく本編の進行と同時に警察から捜査を受けていたが、ついにその影響で閉店が決定される。この件で多数所持していた新型は不良の可能性があるとして廃棄処分、旧型は再建の希望として修理し、続投することとなった。
FNAF2の第5夜における電話の男の発言から、元のレストランは数年前に閉店したフレッドベアーファミリーダイナーであり、フレディファズベアーピザとして買収された。元のレストランのオーナーは数年前に去っている。また、フレディファズベアーピザにはセーフルームと言われる秘密の部屋がある。この部屋はデジタルマップに書かれていない・警備員に知らされていない・アニマトロニクスには認識できない・いつも監視カメラがオフになっているなど、レストランの不祥事を隠蔽する際に使われていた。普段は偽物の壁で覆われており、位置はトイレの隣で、入り口の近くにある。アニマトロニクスの様々な事件により、このレストランは2回も閉鎖している。
Fazbear's Fright（ファズベアーフライト）
フレディファズベアーピザの閉店から約30年後に開店したホラーアトラクション。店名は「ファズベアーの恐怖」の意。かつてフレディファズベアーピザで取り沙汰された血生臭い噂を逆手にとった、リアルな体験をできるホラーアトラクションを目指しているらしい。
間取りは入口から出口まで一本道というよく見られる形式のお化け屋敷で、出口付近に警備員室がありそこから店内を監視するようになっている。オーナーによってかつての店舗で使用されていた人形を収集していたようで、警備員室をはじめとした各部屋にガワのみがインテリアとして使用されている。お化け屋敷のため不気味な雰囲気になっており、人形を使用したスタンドライトがそれを際立たせている。
FNAF3の終了後、配線のショートにより店は全焼し、燃え残った物品は回収され官公庁オークションで売り出されることになった。
Missing Children Incident（児童失踪事件）
6月26日までに5人の子供が次々とフレディファズベアーピザで行方不明になった事件。
6月26日の夜、FF's Pizzaの営業中に奥の部屋から2人の子供が連れ去られる。監視ビデオの映像から、警察は翌朝に容疑者と思われる男の身柄を確保したが、子供たちは見つからなかった。その後、警察の調査によって合計5人の子供が行方不明になっていることが判明し、容疑者に有罪判決が下る。FF's Pizzaの事件では、5人の子供は仮装した男によって奥の部屋から連れ去られ、警察は容疑者がマスコットスーツを身につけ、子供たちの信用を誘ったものだと推測していた。結局、子供や死体は見つからなかったが、来店した子供たちの親がマスコットの目や口に血液や体液が付着していることに気づき、警察に通報した。保護者の一人は「reanimated carcasses（死体が蘇ったようだ）」と語っている。
この事件から数年後にFF's Pizzaは閉店を発表する。FF's Pizzaは1年間にわたり買収先を探していたが、多くの企業がFF's Pizzaに関わりを持ちたがらず、買収先は見つからなかった模様。
この事件で有罪判決を受けた人物が実際に殺人犯だったのか、子供たちの死体がアニマトロニクスに詰め込まれたのかは不明。ミニゲームから、この事件の殺人犯は紫の男だと示唆されている。また、6月26日はハーメルンの笛吹き男が子供たちを連れ去った日と同じである。
FNAF1のEast Hall Cornerにあるランダムで変化する新聞の切り抜きの中に多くの情報が確認できる。FNAF2の第6夜における電話の男の会話から、容疑者が使用したのはゴールデンフレディかスプリングトラップである。FNAF1の第一夜における電話の男の会話から、アニマトロニクスは20年以上の営業の中で一度も清掃されていない。
The Bite Of 87（噛み付き事件）
1987年にフレディファズベアーピザのアニマトロニクスが人間に噛みついた事件で、被害者は前頭葉を喪失した。事件の被害者や危害を加えたアニマトロニクスについての情報は無い。事件の影響でレストランの評判は落ち、収益の大幅な低下につながった。
事件の結果、昼間にアニマトロニクスを自由に歩き回ることができなくなった。経営陣は電話の男の言葉通り、「free-roaming mode（フリーローミングモード）」を夜間に制限して「servo（サーボ）」がロックされないように歩かせる事を決めた。
FNaF2の舞台は1987年であり、この事件は第6夜終了後の誕生日パーティーに起こったとされる。
Circus Baby's Pizza World（サーカスベイビーピザワールド）
Freddy Fazbears Pizzaの閉店後にWilliam Aftonが設立したが、グランドオープンは中止になってそのまま閉店した。原因はガス漏れの通報があったからだとされているが、様々な怪しい噂が立っている。
Circus Baby's Entertainment and Rental（サーカスベイビーエンターテイメント＆レンタル）
FNAFSLで主人公が技術者として勤めるアニマトロニクスの地下保管場所。かつてAfton Robotics Incorporatedが所有し、現在はサーカスベイビーピザワールドのアニマトロニクスのメンテナンスに使用されている。
様々な役割を果たす10の部屋で構成され、エレベーターから施設に入る。日中のロボットはプライベート・パーティなどに貸し出されているため、夜中に主人公のような技術者がロボットを正常な状態に調整する。週ごとのボーナスを次週の給料から無断で差し引いて贈答しようとするなど、社員に対する扱いは悪い。判明しているだけでも3名がこの建物で死亡している。詳細不明だが、「危険（Danger）」と書かれた黄色いテープが貼られている。
Afton Robotics Incorporated（株式会社アフトンロボティクス）
創業者のウィリアム・アフトンが所有していたアニマトロニクス作成会社。
サーカスベイビー・バローラ・ファンタイムフレディ・ファンタイムフォクシーのブループリントには、左下にAfton Roboticsの著作権表記がある。

## 実写映画
2023年に実写映画化された。監督はエマ・タミー、脚本は スコット・カーソン。米公開日は10月27日。
メインキャラクターたちはCGではなく本物のロボットを制作し、登場させている。
警備員(マイク・シュミット)役をジョシュ・ハッチャーソン、主なアニマトロニクス (ウィリアム・アフトン) 役をマシュー・リラードが演じる。
2025年には2も公開される